# Copa América de Fútbol Playa 2016
La Copa América de fútbol playa 2016 fue la 1ª edición de la Copa América de Fútbol Playa. Se disputó en la ciudad de Santos, Brasil, del 13 al 18 de diciembre de 2016.

## Equipos participantes
| Equipos participantes | Equipos participantes | Equipos participantes | Equipos participantes | Equipos participantes |
| --------------------- | --------------------- | --------------------- | --------------------- | --------------------- |
| Argentina             | Brasil                | Colombia              | Paraguay              | Uruguay               |
| Bolivia               | Chile                 | Ecuador               | Perú                  | Venezuela             |

## Primera fase
- Los horarios corresponden a la hora de Brasil (UTC-3).

|  | Clasificado para el partido de la Final.          |
|  | Clasificado para el partido por el Tercer Puesto. |

### Grupo A
| Equipo    | Pts | PJ | PG | PG+ | PP | GF | GC | Dif |
| --------- | --- | -- | -- | --- | -- | -- | -- | --- |
| Brasil    | 12  | 4  | 4  | 0   | 0  | 32 | 8  | 24  |
| Uruguay   | 7   | 4  | 2  | 1   | 1  | 14 | 13 | 1   |
| Chile     | 3   | 4  | 1  | 0   | 3  | 14 | 16 | -2  |
| Bolivia   | 3   | 4  | 1  | 0   | 3  | 12 | 23 | -11 |
| Argentina | 3   | 4  | 1  | 0   | 3  | 11 | 23 | -12 |

| 13 de diciembre de 2016 | Argentina | 2:6     | Chile | Praia do Gonzaga, Santos |  |
| 15:00                   |           | Reporte |       |                          |  |

| 13 de diciembre de 2016 | Bolivia | 1:9     | Brasil | Praia do Gonzaga, Santos |  |
| 17:30                   |         | Reporte |        |                          |  |

- Equipo libre:  Uruguay

| 14 de diciembre de 2016 | Chile | 2:3     | Bolivia | Praia do Gonzaga, Santos |  |
| 15:00                   |       | Reporte |         |                          |  |

| 14 de diciembre de 2016 | Argentina | 1:3     | Uruguay | Praia do Gonzaga, Santos |  |
| 17:30                   |           | Reporte |         |                          |  |

- Equipo libre:  Brasil

| 15 de diciembre de 2016 | Uruguay | 6:3     | Bolivia | Praia do Gonzaga, Santos |  |
| 15:00                   |         | Reporte |         |                          |  |

| 15 de diciembre de 2016 | Brasil | 8:3     | Chile | Praia do Gonzaga, Santos |  |
| 17:30                   |        | Reporte |       |                          |  |

- Equipo libre:  Argentina

| 16 de diciembre de 2016 | Argentina | 6:5     | Bolivia | Praia do Gonzaga, Santos |  |
| 15:00                   |           | Reporte |         |                          |  |

| 16 de diciembre de 2016 | Brasil | 6:2     | Uruguay | Praia do Gonzaga, Santos |  |
| 17:30                   |        | Reporte |         |                          |  |

- Equipo libre:  Chile

| 17 de diciembre de 2016 | Brasil | 9:2     | Argentina | Praia do Gonzaga, Santos |  |
| 11:45                   |        | Reporte |           |                          |  |

| 17 de diciembre de 2016 | Uruguay | 3:3 (t. s.)(2:1 p.) | Chile | Praia do Gonzaga, Santos |  |
| 13:00                   |         | Reporte             |       |                          |  |

- Equipo libre:  Bolivia

### Grupo B
| Equipo    | Pts | PJ | PG | PG+ | PP | GF | GC | Dif |
| --------- | --- | -- | -- | --- | -- | -- | -- | --- |
| Paraguay  | 6   | 4  | 2  | 0   | 2  | 17 | 14 | 3   |
| Venezuela | 6   | 4  | 2  | 0   | 2  | 16 | 16 | 0   |
| Perú      | 6   | 4  | 2  | 0   | 2  | 16 | 16 | 0   |
| Colombia  | 6   | 4  | 2  | 0   | 2  | 12 | 14 | -2  |
| Ecuador   | 4   | 4  | 1  | 1   | 2  | 17 | 18 | -1  |

| 13 de diciembre de 2016 | Ecuador | 2:3     | Colombia | Praia do Gonzaga, Santos |  |
|                         |         | Reporte |          |                          |  |

| 13 de diciembre de 2016 | Venezuela | 3:5     | Paraguay | Praia do Gonzaga, Santos |  |
|                         |           | Reporte |          |                          |  |

- Equipo libre:  Perú

| 14 de diciembre de 2016 | Colombia | 1:5     | Venezuela | Praia do Gonzaga, Santos |  |
|                         |          | Reporte |           |                          |  |

| 14 de diciembre de 2016 | Ecuador | 3:6     | Perú | Praia do Gonzaga, Santos |  |
|                         |         | Reporte |      |                          |  |

- Equipo libre:  Paraguay

| 15 de diciembre de 2016 | Perú | 2:3     | Venezuela | Praia do Gonzaga, Santos |  |
|                         |      | Reporte |           |                          |  |

| 15 de diciembre de 2016 | Paraguay | 2:4     | Colombia | Praia do Gonzaga, Santos |  |
|                         |          | Reporte |          |                          |  |

- Equipo libre:  Ecuador

| 16 de diciembre de 2016 | Ecuador | 8:5     | Venezuela | Praia do Gonzaga, Santos |  |
|                         |         | Reporte |           |                          |  |

| 16 de diciembre de 2016 | Paraguay | 6:3     | Perú | Praia do Gonzaga, Santos |  |
|                         |          | Reporte |      |                          |  |

- Equipo libre:  Colombia

| 17 de diciembre de 2016 | Perú | 5:4     | Colombia | Praia do Gonzaga, Santos |  |
|                         |      | Reporte |          |                          |  |

| 17 de diciembre de 2016 | Paraguay | 4:4 (t. s.)(: t. s.)(4:5 p.) | Ecuador | Praia do Gonzaga, Santos |  |
|                         |          | Reporte                      |         |                          |  |

- Equipo libre:  Venezuela

## Fase final

### Noveno lugar
|  | Noveno puesto play-off |    |
|  |                        |    |
|  | 18 de diciembre        |    |
|  |                        |    |
|  | Argentina              | 5  |
|  | Argentina              | 5  |
|  | Ecuador                | 11 |
|  | Ecuador                | 11 |

### Séptimo lugar
|  | Séptimo puesto play-off |   |
|  |                         |   |
|  | 18 de diciembre         |   |
|  |                         |   |
|  | Bolivia                 | 5 |
|  | Bolivia                 | 5 |
|  | Colombia                | 4 |
|  | Colombia                | 4 |

### Quinto lugar
|  | Quinto puesto play-off |   |
|  |                        |   |
|  | 18 de diciembre        |   |
|  |                        |   |
|  | Chile                  | 3 |
|  | Chile                  | 3 |
|  | Perú                   | 4 |
|  | Perú                   | 4 |

### Tercer lugar
|  | Tercer puesto play-off |   |
|  |                        |   |
|  | 18 de diciembre        |   |
|  |                        |   |
|  | Uruguay                | 6 |
|  | Uruguay                | 6 |
|  | Venezuela              | 7 |
|  | Venezuela              | 7 |

### Final
|  | Final           |    |
|  |                 |    |
|  | 18 de diciembre |    |
|  |                 |    |
|  | Brasil          | 12 |
|  | Brasil          | 12 |
|  | Paraguay        | 2  |
|  | Paraguay        | 2  |

### Noveno puesto
| 18 de diciembre de 2016 | Argentina | 5:11    | Ecuador | Praia do Gonzaga, Santos |  |
| 8:45                    |           | Reporte |         |                          |  |

### Séptimo puesto
| 18 de diciembre de 2016 | Bolivia | 5:4     | Colombia | Praia do Gonzaga, Santos |  |
| 10:00                   |         | Reporte |          |                          |  |

### Quinto puesto
| 18 de diciembre de 2016 | Chile | 3:4     | Perú | Praia do Gonzaga, Santos |  |
| 11:45                   |       | Reporte |      |                          |  |

### Tercer puesto
| 18 de diciembre de 2016 | Uruguay | 6:7     | Venezuela | Praia do Gonzaga, Santos |  |
| 12:30                   |         | Reporte |           |                          |  |

### Final
| 18 de diciembre de 2016 | Brasil | 12:2    | Paraguay | Praia do Gonzaga, Santos |  |
| 14:00                   |        | Reporte |          |                          |  |

|                            |
| Bandera de Brasil          |
| Campeón Brasil 1.er título |

## Tabla general
| Pos. | Equipo    | Pts | PJ | PG | PG++ | PG+ | PP | GF | GC | Dif | Rend. |
| ---- | --------- | --- | -- | -- | ---- | --- | -- | -- | -- | --- | ----- |
| 1    | Brasil    | 15  | 5  | 5  | 0    | 0   | 0  | 44 | 10 | 34  | 100%  |
| 2    | Paraguay  | 6   | 5  | 2  | 0    | 0   | 3  | 19 | 26 | -7  | 40%   |
| 3    | Venezuela | 9   | 5  | 3  | 0    | 0   | 2  | 23 | 22 | 1   | 60%   |
| 4    | Uruguay   | 7   | 5  | 2  | 0    | 1   | 2  | 20 | 20 | 0   | 46,6% |
| 5    | Perú      | 9   | 5  | 3  | 0    | 0   | 2  | 20 | 19 | 1   | 60%   |
| 6    | Chile     | 3   | 5  | 1  | 0    | 0   | 4  | 17 | 20 | -3  | 20%   |
| 7    | Bolivia   | 6   | 5  | 2  | 0    | 0   | 3  | 17 | 27 | -10 | 40%   |
| 8    | Colombia  | 6   | 5  | 2  | 0    | 0   | 3  | 16 | 19 | -4  | 40%   |
| 9    | Ecuador   | 7   | 5  | 2  | 0    | 1   | 2  | 28 | 23 | 5   | 46,6% |
| 10   | Argentina | 3   | 5  | 1  | 0    | 0   | 4  | 16 | 34 | -18 | 20%   |

### Premios individuales
| Goleador           |
| ------------------ |
| Alexander Vaamonde |
| 12 goles           |
| Mejor Jugador      |
| Bruno Xavier       |
| Mejor Portero      |
| Mão                |